# Kalay
Kalay o Kale (birmano: ကလေး) es una localidad birmana de la región de Sagaing. Dentro de la región, Kalay es la capital del distrito homónimo y del municipio homónimo.
En 2014 tenía una población de 130 506 habitantes, algo más de la tercera parte de la población municipal.
Según la tradición local, Kalay fue fundada en el año 2001, aunque el documento más antiguo es una inscripción en idioma mon del período del rey Mojolo. En la Segunda Guerra Mundial, la zona fue elegida como un punto importante para la retirada de las tropas británicas hacia la India, por su relativamente fácil acceso a través del río Manipur. Actualmente, algo más de la mitad de la población local es de etnia chin.
Se ubica unos 250 km al noroeste de Mandalay, sobre la carretera AH1 que lleva a Imfal.

## Clima
| Parámetros climáticos promedio de Kalay (1981–2010) | Parámetros climáticos promedio de Kalay (1981–2010) | Parámetros climáticos promedio de Kalay (1981–2010) | Parámetros climáticos promedio de Kalay (1981–2010) | Parámetros climáticos promedio de Kalay (1981–2010) | Parámetros climáticos promedio de Kalay (1981–2010) | Parámetros climáticos promedio de Kalay (1981–2010) | Parámetros climáticos promedio de Kalay (1981–2010) | Parámetros climáticos promedio de Kalay (1981–2010) | Parámetros climáticos promedio de Kalay (1981–2010) | Parámetros climáticos promedio de Kalay (1981–2010) | Parámetros climáticos promedio de Kalay (1981–2010) | Parámetros climáticos promedio de Kalay (1981–2010) | Parámetros climáticos promedio de Kalay (1981–2010) |
| Mes                                                 | Ene.                                                | Feb.                                                | Mar.                                                | Abr.                                                | May.                                                | Jun.                                                | Jul.                                                | Ago.                                                | Sep.                                                | Oct.                                                | Nov.                                                | Dic.                                                | Anual                                               |
| --------------------------------------------------- | --------------------------------------------------- | --------------------------------------------------- | --------------------------------------------------- | --------------------------------------------------- | --------------------------------------------------- | --------------------------------------------------- | --------------------------------------------------- | --------------------------------------------------- | --------------------------------------------------- | --------------------------------------------------- | --------------------------------------------------- | --------------------------------------------------- | --------------------------------------------------- |
| Temp. máx. abs. (°C)                                | 32.5                                                | 38.8                                                | 42.1                                                | 42.6                                                | 43.7                                                | 39.0                                                | 38.6                                                | 38.5                                                | 37.2                                                | 36.0                                                | 33.8                                                | 31.6                                                | 43.7                                                |
| Temp. máx. media (°C)                               | 26.9                                                | 30.0                                                | 34.0                                                | 36.5                                                | 35.8                                                | 33.5                                                | 32.8                                                | 32.3                                                | 32.2                                                | 31.9                                                | 29.2                                                | 26.7                                                | 31.8                                                |
| Temp. mín. media (°C)                               | 11.8                                                | 13.0                                                | 16.2                                                | 20.1                                                | 23.2                                                | 24.9                                                | 25.1                                                | 24.8                                                | 24.1                                                | 22.5                                                | 18.2                                                | 13.8                                                | 19.8                                                |
| Temp. mín. abs. (°C)                                | 6.0                                                 | 6.7                                                 | 8.6                                                 | 14.7                                                | 18.8                                                | 22.0                                                | 23.0                                                | 22.6                                                | 20.5                                                | 17.7                                                | 11.5                                                | 9.1                                                 | 6.0                                                 |
| Lluvias (mm)                                        | 4.1                                                 | 5.0                                                 | 18.3                                                | 38.1                                                | 133.6                                               | 273.2                                               | 322.8                                               | 376.7                                               | 326.1                                               | 166.3                                               | 38.5                                                | 4.9                                                 | 1707.6                                              |
| Fuente: Norwegian Meteorological Institute          |                                                     |                                                     |                                                     |                                                     |                                                     |                                                     |                                                     |                                                     |                                                     |                                                     |                                                     |                                                     |                                                     |